# Adolf Kainz
Adolf Kainz (Linz, 5 juni 1903 - 12 juli 1948) was een Oostenrijks kanovaarder.
Kainz won in 1936 olympisch goud op de K-2 samen met Alfons Dorfner. In de vouwkano-wedstrijd over 10.000 meter werden ze vierde.

## Belangrijkste resultaten

### Olympische Zomerspelen
| Editie | Plaats  | Resultaten                |
| ------ | ------- | ------------------------- |
| 1936   | Berlijn | K-2 1000m F-2 4e 10.000 m |

### Wereldkampioenschappen vlakwater
| Jaar | Plaats  | Resultaten  |
| ---- | ------- | ----------- |
| 1938 | Vaxholm | K-2 10000 m |

1936: Alfons Dorfner & Adolf Kainz ·
1948: Hans Berglund & Lennart Klingström ·
1952: Yrjö Hietanen & Kurt Wires ·
1956: Meinrad Miltenberger & Michel Scheuer ·
1960: Gert Fredriksson & Sven-Olov Sjödelius ·
1964: Sven-Olov Sjödelius & Gunnar Utterberg ·
1968: Vladimir Morozov & Aleksandr Sjaparenko ·
1972: Nikolai Gorbatsjov & Viktor Kratasjoek ·
1976: Sergej Nagorny & Vladimir Romanovski ·
1980: Vladimir Parfenovitsj & Sergej Tsjoechrai ·
1984: Hugh Fisher & Alwyn Morris ·
1988: Greg Barton & Norman Bellingham ·
1992: Kay Bluhm & Torsten Gutsche ·
1996: Antonio Rossi & Daniele Scarpa ·
2000: Beniamino Bonomi & Antonio Rossi ·
2004: Henrik Nilsson & Markus Oscarsson ·
2008: Martin Hollstein & Andreas Ihle ·
2012: Rudolf Dombi & Roland Kökény ·
2016: Marcus Groß & Max Rendschmidt ·
2020: Thomas Green & Jean van der Westhuyzen